# 新潟県医師会
一般社団法人新潟県医師会（にいがたけんいしかい　英称 Niigata Medical Association）は、新潟県の医師を会員とする法人。

## 本部所在地
- 〒951-8581 新潟県新潟市中央区医学町通二番町13

## 郡市医師会
- 新潟市医師会 〒950-0914 新潟市中央区紫竹山3-3-11 新潟市総合保健医療センター内
- 長岡市医師会 〒940-2101 長岡市寺島町653
- 上越医師会 〒943-8555 上越市春日野1-2-33
- 三条市医師会 〒955-0862 三条市南新保6-43
- 柏崎市刈羽郡医師会 〒945-0061 柏崎市栄町18-7 柏崎メジカルセンター内
- 新発田北蒲原医師会 〒957-8577 新発田市本町4-16-83
- 五泉市東蒲原郡医師会 〒959-1863 五泉市東本町2-6-1
- 加茂市医師会 〒959-1313 加茂市幸町1-14-17
- 見附市南蒲原郡医師会 〒954-0051 見附市本所1-2-64 嵐南メジカルセンター内
- 十日町市中魚沼郡医師会 〒948-0082 十日町市子226-1 本町分庁舎2階
- 村上市岩船郡医師会 〒958-0862 村上市若葉町10-7
- 小千谷市魚沼市医師会 〒947-0028 小千谷市城内2-6-5 小千谷市健康センター内
- 糸魚川市医師会	〒941-0067 糸魚川市横町5-5-58
- 燕市医師会 〒959-0215 燕市吉田下中野1495-10 吉田下中野コミュニティセンター内
- 南魚沼郡市医師会 〒949-6625 南魚沼市六日町185-1 南魚沼市保健センター内
- 佐渡医師会 〒952-1209 佐渡市千種113-1 佐渡総合病院内